# 山村新治郎 (11代目)
山村 新治郎（やまむら しんじろう、1933年〈昭和8年〉4月28日 -1992年〈平成4年〉4月12日）は、日本の政治家。旧名は直義。位階は正三位、勲章は勲一等旭日大綬章。衆議院議員（当選9回）、運輸政務次官、運輸大臣、農林水産大臣、衆議院予算委員長などを務めた。
父は行政管理庁長官などを務めた10代目山村新治郎。

## 生涯

### 生い立ち
千葉県佐原市（現：香取市）出身。江戸時代から米穀商を営む由緒ある名家に生まれ、九代目新治郎のころから深く政界にかかわり合いを持ち、父の10代目新治郎は、衆議院議員として予算委員長、議院運営委員長、自由民主党の国会対策委員長等の要職を歴任し、第3次池田内閣において行政管理庁長官を務め、政界に重きをなした。
千葉県立佐原高等学校卒業。学習院大学政経学部政治学科中退。学業半ばにして、生きた政治の世界を学ぶべく、父新治郎の秘書として政界への第一歩を踏み出した。
1964年、31歳の時に父（昭和39年（1964年）10月2日、56歳で死去。）の後を継いで衆院旧千葉2区補欠選挙に立候補し衆議院議員に初当選する。

### よど号ハイジャック事件
山村の名前を一躍有名にしたのが、よど号ハイジャック事件である。
山村（当時36歳）が運輸政務次官を務めていた1970年3月31日にハイジャックが発生し、当時の橋本登美三郎運輸大臣と共にソウルに向かう。山村はテロの実行犯である田宮高麿らとの交渉の末、乗客の身代わりとして人質になり、よど号に搭乗し犯人らと共に北朝鮮に向かい、4月5日に解放され帰国した。国交のない北朝鮮に行けば生きて帰れる保証はなく、たとえ帰れたとしても長期抑留となる公算が高い中で人質を買って出たその英雄的行動により、「男やましん」「身代わり新治郎」として名が広く知れ渡った（歌手春日八郎は『身代り新治郎』を発表）。
乗客救助の功により内閣総理大臣顕彰を受賞。

### 事件後の活動
1976年の第34回衆議院議員総選挙で落選するも、1979年の第35回衆議院議員総選挙で再び当選し国政復帰を果たす。
1983年12月27日成立の第2次中曽根内閣で農林水産大臣として初入閣。1989年6月3日成立の宇野内閣では運輸大臣を務める。
宮澤内閣で衆議院予算委員長に就任。

### 最期
1992年、自民党訪朝団団長として北朝鮮への訪問を翌日に控えた4月12日、自宅において精神疾患を患っていた24歳の次女に出刃包丁で刺されて殺害された。58歳没。当時健在であった新治郎の母の目前での惨劇であった。
北朝鮮に訪問の際には22年ぶりによど号グループ首謀者の田宮高麿と会う予定であった。日本国憲法下で他殺された現職国会議員は浅沼稲次郎、丹羽兵助に続いて三人目（当時）。同年4月14日に特旨を以て位記を追賜され、死没日付をもって正三位勲一等に叙され、旭日大綬章を追贈された。追悼演説は同年5月28日の衆議院本会議で加藤万吉により行われた。
加害者となった次女は引きこもりがちであったというが、茶道教室に通うなどをしていた。またよど号事件の際に次女は2歳であったが、身代わり人質で有名になった父の新治郎を羽田空港で出迎えている。新治郎の選挙をよく手伝っていたことから、後援会関係者からは「次女を後継者に」という声も挙がる一方で、次女の精神疾患に気付く者はいなかったという。次女は心神喪失により責任能力なしと判断され不起訴となるが、その4年後に自殺した。

### 11代目他界後の山村家
事件後、後継者として新治郎の五弟の山村章（フェローテック代表取締役）の名前も挙がったが、余りにも悲劇的な事件であったため山村家から候補者は出ず、先代から続いていた後援会は解散し、政治家としての山村家は終焉を迎えた。なお、1993年の総選挙には新治郎の元秘書で千葉県議会議員であった実川幸夫が新生党公認（後に新進党を経て自民党に入党）で立候補し当選した。

## 人物
- 趣味は囲碁、ゴルフ[2]。
- 学生時代はボクシング選手として活躍した。小柄ではあったが県高校ボクシング大会に優勝したという鍛え抜かれた身体に不撓不屈の精神を秘め、一朝事に臨んでの果敢な実行力は衆目の見るところであった[3]。
- よど号事件発生後に山村は記者会見で「一刻も早く乗客を安心させたい。（政務）次官は盲腸といわれているが、役に立つ盲腸だってあっていい」と軽口を飛ばし[4]、人質としてよど号に搭乗した際に田宮たちが「ご迷惑をかけて本当にすみません」と声をかけると、山村は「いやいや、これで次の選挙は大丈夫だよ」と返した[5]（実際、次の選挙では山村はトップ当選を果たした）。
- 成田空港推進派であり、反対運動を支援していた日本社会党の地元議員であり成田市長を務めた小川国彦としばしば争った[8]。成田新幹線の遺構を活用して京成電鉄やJRを空港ターミナルビルに直接乗り入れさせるとする石原慎太郎の構想に賛同し、地元への根回しを行った[9]。
- 現在、地元千葉県香取市の香取神宮赤鳥居の傍らには、父子二代にわたる政治活動を記念し10代新治郎・11代新治郎の胸像が並んで立てられている。